# Карта Вінланду

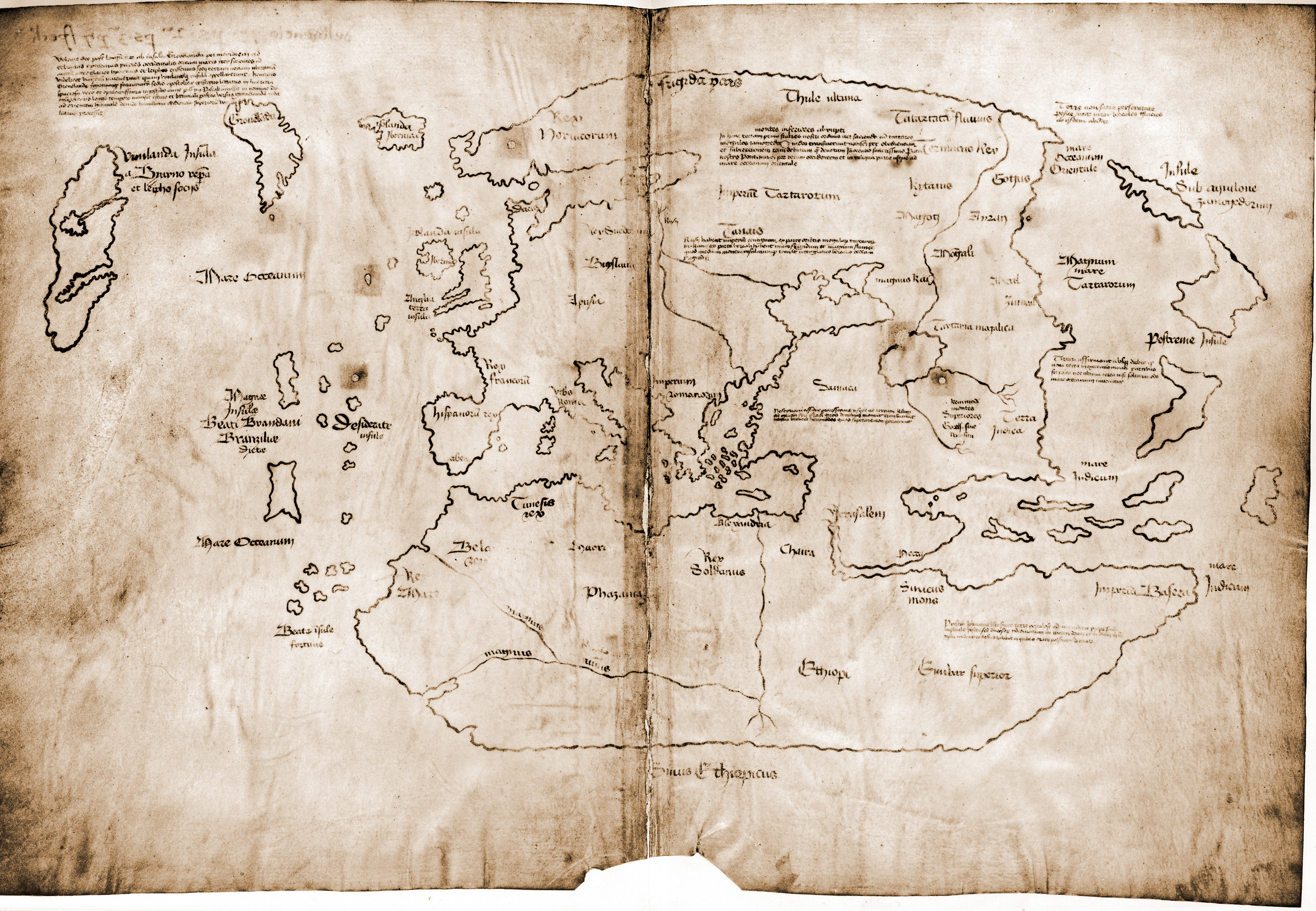
Мапа, на якій у верхньому лівому куті зображено Вінланд (Vinlanda Insula)

Карта Вінланду — новітня підробка середньовічної карти світу (лат. Mappa mundi), що довгий час в наукових колах вважалась найстарішим артефактом, на якому було зображено Америку — у вигляді великого острова Вінланд (Vinlanda Insula) на захід від Гренландії. Карта уперше стала відомою після її опублікування 1965 року й подальшій популяризації як такої, що зображує скандинавські географічні відкриття у Північній Америці (Вінланд, Гренландія тощо). Сучасні дослідники схильні вважати її підробкою XX сторіччя.

## Історія
Уперше віднайдена 1957 року й опублікована 1965 року із супровідними коментарями спеціалістів Британської бібліотеки та Єльського університету, як документ XV століття, що базується на оригіналі XI століття.
У зв'язку зі значною вартістю артефакту і сумнівах в його автентичності керівництво Єльського університету звернулося до випускника університету Пола Меллона (сина філантропа Ендрю Меллона). Той не тільки погодився придбати карту, але й залучив до її дослідження фахівців Британського музею.
1960 року стало відомо про відкриття поселення вікінгів на березі Ньюфаундленда (Л'Анс-о-Медоуз), що підстьобнуло інтерес до норманської колонізації Америки і додало аргументів на користь автентичності карти. У 1965 році вчені, які досліджували карту, нарешті оголосили про її існування широкому загалу, і незабаром в Смітсонівському інституті пройшла спеціальна конференція з цього питання.
Протягом наступних десятиліть суперечки про автентичність картки Вінланду не вщухали. У 1996 році вона була застрахована на 25$ млн доларів. Хімічний аналіз чорнила та інші наукові тести, які проводилися з картою в XXI столітті, не дали остаточної відповіді. Більшість вчених вважають карту підробкою, посилаючись на досліджені подробиці, які виключають автентичність документа, інші продовжують запевняти, що карта може бути справжньою.

### Викриття підробки 2018 року
2018 року фахівці Єльського університету, де зберігається карта, заявили, що останні наукові та історичні дослідження встановили, що карта є сучасною підробкою, про що свідчить використання в ній титанових пігментів виробництва XX століття. Реймонд Клеменс, куратор стародавніх книг і рукописів у Єльській бібліотеці рідкісних книг і рукописів Бейнеке, вважає, що останні історичні та наукові дослідження доводять «без сумніву», що карта Вінланду «є підробкою, а не середньовічним продуктом, як стверджували раніше». У статті 2019 року Клеменс підкреслює той факт, що «історичні дослідження Джона Пола Флойда показали, що в основу карти Вінланду насправді лягла не середньовічна карта Б'янко 1436 року, а друкована факсимільна карта, зроблена з карти Б'янко 1782 року. Флойд виявив це, знайшовши помилку в карті 1782 року, яка була відтворена також на карті Вінланду, але не зустрічається більше ніде.

Нове дослідження також виявило докази того, що підробка карти здійснювалась навмисно і усвідомлено. Латинський напис на її звороті, можливо, записка палітурника, що керував збіркою Speculum Historiale — справжнього середньовічного твору та ймовірного джерела пергаменту з телячої шкіри для карти — замінено сучасними чорнилом, щоб виглядати як інструкції щодо скріплення карти в справжньому рукописі XV століття. На переконання Реймонда Клеменса: 
|  | Змінений напис, безумовно, виглядає як спроба змусити інших людей повірити, що карта була створена одночасно з оригінальним Speculum Historiale. Це вагомий доказ того, що це підробка, а не невинне творіння третьої сторони, яке було використане в своїх цілях кимось іншим, хоча це не говорить нам, хто саме вчинив обман. |